# Belye Beregá
Belye Beregá (ruso: Бе́лые Берега́) es un asentamiento de tipo urbano de Rusia, constituido administrativamente como una pedanía del ókrug urbano de Briansk en la óblast de Briansk.
En 2021, el asentamiento tenía una población de 7412 habitantes.
Se ubica a orillas del río Snézhet, unos 10 km al este de Briansk, separado de la capital regional por la carretera E101 que une Moscú con Kiev. La E101 se cruza al sur de Belye Beregá con la carretera P120, que une Briansk con Oriol. Está separado geográficamente del resto del territorio de la capital regional, formando un enclave dentro del raión de Briansk; sin embargo, en la organización territorial interna de la ciudad, se considera parte del distrito urbano de Fokin.

## Historia
Recibe su nombre en referencia a un monasterio ortodoxo que había sido fundado a 6 km de aquí en el siglo XVIII. El actual asentamiento fue fundado en 1868 como un poblado ferroviario de la línea de ferrocarril de Briansk a Oriol. Su desarrollo urbano se produjo en la década de 1920, cuando la Unión Soviética estableció aquí una central eléctrica de gas y carbón, que estuvo en funcionamiento hasta 95 años después. Adoptó el estatus de asentamiento de tipo urbano en 1932, pero en 1952 pasó a ser una pedanía de la capital regional.